# مالاسيزيا
مالاسيزيا أو خُرَاشة (بالإنجليزية: Malassezia)‏ (تعرف سابقاً بتريوسبورم) وهي جنس يضم مجموعة من الفطور التي تصنف على أنها خمائر. تتواجد هذه الخمائر على سطح الجلد للإنسان والعديد من الحيوانات ذات الدم الحار بشكل طبيعي. في حالة العدوى الانتهازية، يمكن أن تسبب نقص في التصبغ في منطقة الصدر أو الظهر.

## التغيرات في التسمية
يحدث العديد من الأخطاء والمغالطات عند الإشار إلى هذه الخمائر كونها تعرضت للعديد من التسميات. حيث أول ما عرفت من قبل العالم الفرنسي لويس تشارلز مالاسيز في نهاية القرن التاسع عشر. في منتصف القرن العشرين أعيد تصنيفها إلى بتريوسبورم اوفل، وهي خمائر تعتمد على الدهون لنموها وتتواجد عند الإنسان، وبتريوسبورم باتشيديرماتتيس، وهي خمائر محبة للدهون ولكن لا تعتمد عليها من أجل نموها وتتواجد على جلد العديد من الحيوانات.
فيما بعد تم تقسيم بتريوسبورم اوفل إلى صفين؛ بتريوسبورم اوفل وبتريوسبورم أوربكيولر. كما تسميت الأخيرة إلى مالاسيزيا فرفر.مخبرياً تتسم هذه الخمائر بأها صعبة النمو وبالتالي تحتاج إلى مواد معينة من أجل التكاثر.
في منتصف تسعينيات القرن العشرين، اكتشف باحثان فرنسيان في معهد باستور (إيفلين جو ويعقوب جولوت) بأن هذه الخمائرهي عبارة عن أنواع متعددة لجنس واحد والذي أعيد تصنيفه باسم مالاسيزيا. يتواجد حالياً 10 من أنواع تابعة لهذا الجنس؛ م. جلوبوزا M. globosa، م. ريستريكا M. restricta، م. فرفر M. furfur، م. سلوفي M. slooffiae، م. سيمبوساليس M. symposialis، م. نانا M. nana، م. ياماتونسيس M. yamatoensis، م. ديرماتيس M. dermatis، م. أوبتسا M. obtusa، م. باتشيديرماتتيس M. pachydermatis.

## عند الإنسان
تم حالياً دعم فكرة تواجد خمائر الملاسيزيا على جسم الإنسان بواسطة التقنيات الحديثة التي تعتمد على الدنا. حيث أن هذه الفحوصات أثبتت بأن معظم الأفات الجلدية بمافيها قشرة الرأس سببها نوع واحد وهو م. جلوبوزا. كما أن الطفح الجلدي في مرض التينيا متعددة الألوان هو نتيجة لعدوى بهذه الخميرة.
و بما أن هذه الخمائر محبة للدهون فإنها تكون أكثر تواجداً في الغدد الدهنية في فروة الرأس والوجه والجزء العلوي من الجسم. عندما تنمو هذه الخميرة بسرعة فإنه يؤدي إلى اضطراب في التجدد الطبيعي للخلايا وبالتالي تحدث قشرة فروة الرأس (و هو نفس سبب ظهور القشرة في حالة الفطريات الأخرى والجراثيم).
في عام 2007 تم تحديد التسلسل للنيوكليوتيدات في جينوم م. جلوبوزا المسببة للقشرة وو جد بأنها تحتوي على 4285 جين.

## عند الكلاب
تتواجد م. باتشيديرماتتيس عند الكلاب والقطط السليمة في أماكن متعددة من الجسم: قناة الأذن، الجيوب الشرجية، المهبل، والمستقيم. يحدث هذا المرض في كل الأعمار والسلالات وبشكل أقل عند القطط مما هو عند الكلاب. كما تكون الحيوانات المصابة بخلل في جهازها المناعي أكثر عرضة للعدوى. وهناك أيضاً عوامل تتعلق بسلالة هذه الحيوانات حيث أن الكلاب من نوع German Shepherd، Shetland Sheepdogs, Chihuahuas أكثر عرضة للإصابة من غيرها من الأنواع لما تعانيه من ضعف في جهازها المناعي.
تظهر الأعراض في الأشهر العالية الرطوبة على شكل حكة (وهي العرض المشترك لكل أشكال الإصابة عند الكلاب). وبسبب هذه الحكة فإن الحيوان يمكن أن يؤذي الطبقة الجلدية ويحدث فيها جروحاً. حيث يمكن للخمائر أن تتواجد على الأذن، أصابع الأطراف، المنطقة الشرجية، منطقة الوجه، أو ممكن أن تكون الإصابة منتشرة. مع هذه الأخيرة يمكن أن تظهر رائحة دهنية واخذة ويعاني الكلب من طبقة دهنية على الجلد.كما يلاحظ فقدان للشعر واحمرار مع زيادة في التصبغ على شكل اغمقاق، هذا بالإضافة إلى ملاحظة ثخانة في الجلد.

## الخصائص

### الشكل

#### 1- في الأنسجة
كما أسلفنا سابقاً بأن هذه الخمائر تتواجد في الغدد الدهنية، لذلك كان اختبار هيدروكسيد البوتاسيوم هو الأفضل لتشخيصها ومشاهدة خصائصها الشكلية. كما يمكن إضافة الحبر الصيني إلى المحضر السابق للحصول على رؤية أوضح «ذلك أن المالاسيزيا تتشرب الصبغة بسرعة» وبالتالي تظهر بلون أزرق مع خلفية واضحة.
تتمتع هذه الخمائر بشكل خاص ومميز حيث من الممكن القول بماهيتها بمجرد مشاهدتها وذلك اعتماداً على طريقتها في الانقسام الخلوي. حيث تكون السمة العامة لهذا الجنس بوجود الأبواغ الأحادية القطب بالإضافة للندب التي تتشكل على قاعدة البوغ. على كل فإن هذه الخلايا تظهر بأشكل مختلفة من دائري إلى بيضوي أو حتى متطاول ومن الممكن أن تشاهد جميع هذه الأشكل في مكان إصابة واحد.
في الخزعات المأخوذة من مناطق مصابة بتينيا متعددة الألوان تأخذه هذه الخلايا أشكالاً مميزة تكون نقطة علام في التشخيص المخبري. حيث تكون هذه الخمائر دائرية وذات قطر 2-8 µm وتتجمع على بعضها، كما أنها تكون مترافقة مع خيوط فطرية ذات أبعاد 10-25 × 2-5 µm. تنتظم هذه الخيوط الفطرية بشكل متقابل (الطرف مقاب الطرف الأخر للخيط الفطري الثاني وهكذا) لتشكل خيوط فطرية طويلة ومقسمة بحواجز.

#### 2- في الأنابيب
يختلف شكل هذه الخمائر حسب المنبت الذي يستخدم لدراسة الخواص الشكلية. ففي منب معدل عن منبت Dixon formula تظهر المستعمرات على شكل نسيج هش يكون واضحاً في بعض أنواع جنس المالاسيزيا. كما أنه عند أخذ جزء من هذه المستعمرات فإنه من الصعب عمل معلقة سواء على شريحة زجاجية أو حتى على سطح منبت مغذي حيث تتجمع الخلايا على بعضها على شكل خثرة.
تكون السمة المميزة لكل أنواع جنس الملاسيزيا بطريقة تشكليها للأبواغ وامتلاكها على جدار متعدد الطبقات. يمكن تمييز هذه الطبقات بواسطة المجهر الإلكتروني أما عند استخدام المجهر الضوئي العادي فإنه تظهر سماكة تعبر عن المحيط المزدوج للجدار وكما تظهر على شكل تحزيز قطري عبر جدار الخلية يمثل حواف الطبقة الداخلية.

### متطلبات النمو
كل أنواع الملاسيزيا تتطلب تواجد سلاسل طويلة من الأحماض الدهنية في المنبت حتى تتمكن من النمو. يمكن أن تكون هذه الدهون إما على شكل منتجات طبيعية مثل زيت الزيتون أو من المكونات الأساسية لهذه الدهون مثل حمض الأوليك. كما يمكن أن يضاف السوربيت المتعدد Tween كمصدر وحيد للدهون في المنبت.
تتطلب معظم أنواع الملاسيزيا درجة حرارة °32 من أجل النمو والتكاثر بالرغم من قدرتها على النمو على الدرجة °37 حيث تعتبر هذه الأخيرة غير مرغوبة لوجود عدة أنواع من الملاسيزيا غير قادرة على النمو على حرارة مماثلة.

## العلاج
يتم العلاج في حالة عدوى فروة الرأس باستخدام الشامبو الحاوي على سيلينيوم سلفيد selenium sulfide أو كيتوكينازول ketoconazole. أو يمكن استخدام الشامبو الحاوي على المواد التالية: Ciclopirox olamine، Coal Tar، Zinc pyridinethione (ZPT)، Miconazole.

## وصلات خارجية
- IJMS Vol 29 No. 4 March 2004
- aafp Diagnosis and Management of Common Tinea Infections July 1998
- Hawkes, N. 2007. The Times November 6 2007 p. 14.

http://news.bbc.co.uk/2/hi/health/7080434.stm